# Martina Hošková
Martina Hošková (* 21. listopadu 1956 Praha) je pedagožka a klavíristka na Gymnáziu a Hudební škole hl. m. Prahy.

## Život
Martina Hošková se narodila v roce 1956 do rodiny Kaplanových jako třetí dítě z deseti. Spolu se svojí matkou Marií Kaplanovou a Jiřím Kaplanem vyrostla v Bubenči. Zde prožila velkou část dětství. Svůj domov sdíleli s mnohými významnými lidmi. Jedním z nich byl světoznámý umělec Jan Koblasa. Jinou spřátelenou uměleckou osobností byl malíř a sochař Luděk Tichý.
Rodina Kaplanových byla silně duchovně založená. Marie Kaplanová a její manžel Jiří pořádali tajné srazy křesťanského undergroundu.
Jiří Kaplan byl vzdělaný člověk, uměl jazyky a měl přátele za hranicemi, proto začal překládat a pak také přepisovat zakázanou zahraniční literaturu, za což byl zatčen a několik[ujasnit] měsíců vězněn. Pro Martinu Hoškovou a její sourozence bylo pak komplikované i jen dokončit studium. Manželům Kaplanovým bylo in memoriam uděleno ministrem obrany čestné vyznamenání za členství v protikomunistickém odboji, které převzala v roce 2017 jejich dcera Martina Hošková.
I přes šikanu ze strany komunistického státu rodina Kaplanova pokračovala v kontaktu se zahraničím, mj. s křesťanskou komunitou Taizé ve Francii. Tato komunita mající za úkol praktickým způsobem demonstrovat jednotu mezi lidmi, náboženstvími a národy měla významný vliv na formování osobnosti Martiny Hoškové. Její rodiče organizovali aktivity této komunity v komunistickém Československu, a po listopadu 1989 jejich organizaci přejala jejich dcera Martina s manželem Mariánem. Setkáními na Šumavě na Kochánově prošly během let stovky lidí různých vyznání a světových názorů.
Martina Hošková pracuje jako učitelka hudební výchovy a k tomu učí hru na klavír. Lásku k tomuto nástroji zdědila po své matce Marii. Dokonce si vybrala i studium spojené s hudbou. Její duchovní založení ve spojení a hudbou jí také pomohlo poznat svého muže. MUDr. Mariána Hoška poznala na jednom z křesťanských koncertů, kde byl členem hudební skupiny. Dnes má s manželem sedm vlastních dětí, víc než tucet vnoučat a jedno dítě v pěstounské péči. V pozdějším věku vystudovala Martina Hošková jako druhý obor pastorační teologii.
Kromě hudby se angažuje hudebně a organizačně mj. ve farnosti v Praze-Dejvicích, v podpoře užší i širší rodiny i řady dobročinných iniciativ, mj. iniciativu pro Středoafrickou republiku Siriri nebo domácí hospic Cesta domů.